# George MacKay
George Andrew J. MacKay (Londres, 13 de março de 1992), mais conhecido como George MacKay, é um ator inglês, também conhecido principalmente pelos filmes Capitão Fantástico (2016), Ophelia (2018), e 1917 (2019). Foi indicado para BAFTA Rising Star Award em 2014 e recebeu o Trophée Chopard no Festival de Cannes em 2017.

## Juventude e educação
MacKay nasceu em Hammersmith, Londres, filho de Kim Baker, uma figurinista britânica de Londres, e Paul MacKay, um australiano que trabalha com iluminação e gerenciamento de palco. Ele cresceu em Barnes com sua irmã mais nova. Ele é descendente de irlandeses por parte de mãe, sendo sua avó materna de Cork.
MacKay frequentou a The Harrodian School, uma escola particular em Londres. Quando ele tinha 17 anos, ele fez um teste sem sucesso para entrar na Royal Academy of Dramatic Art e na London Academy of Music and Dramatic Art.

## Carreira
Aos 10 anos George foi chamado para uma audição para um papel em Peter Pan, e rapidamente conseguiu o papel de Curly, um dos meninos perdidos. A partir daí, passou a conquistar diversos papéis, incluindo um em um episódio de Rose & Maloney and Footprints in the Snow.[carece de fontes?]
Em 2005, aos 13 anos, conseguiu o papel de Riccio, na adaptação do livro infantil de Cornelia Funke, The Theif Lord e também conquistou o papel principal na adaptação da BBC de Johnny and the Bomb, de Terry Pratchett. MacKay também teve alguns trabalhos na televisão, incluindo papéis em Rose and Maloney, Footprints in the Snow e The Brief. No filme Defiance de 2008, MacKay interpretou Aron, o mais novo dos quatro irmãos Bielski. Em 2009, ele interpretou Harry em The Boys Are Back, estrelado por Clive Owen. MacKay coestrelou o filme musical dirigido por Marc Evans, Hunky Dory, ao lado de Minnie Driver, Aneurin Barnard e Kimberley Nixon, que se passa em Swansea dos anos 1970.
George trabalhou com Tim Roth, Chiwetel Ejiofer e Sophie Okonedo para o filme da HBO, Tsunami - The Aftermath, e mais tarde, participou do drama The Old Curiosity Shop. Logo após, George coestrelou com Daniel Craig e Liev Schreiber em Defiance.[carece de fontes?]
Em 2009, George pegou o papel de Harry, em The Boys are Back, junto de Clive Owen, papel pelo qual recebeu duas indicações a prêmios. Sua carreira deu outro passo à frente com Hunky Dory.[carece de fontes?]
George participou de diversos curtas, que têm sido populares em festivais, e fez o papel de Tommo Peaceful, em contrapartida com Jack O'Connell na adaptação de Michael Morpurgo, Private Peaceful.[carece de fontes?]
2013 foi o ano de destaque para George, quando foi reconhecido por sua atuação de Aaron, em For Those in Peril; Davy, no musical Sunshine on Leith; Jake Whittam, em Breakfast with Johhny Wilkinson; e o cavalo negro Eddie, em How I Live Now. George recebeu diversas indicações a prêmios e, por tais indicações e características, levou para casa um total de 5 prêmios.[carece de fontes?]
George teve uma restrição no West End em 2014, em The Cement Garden. Ele representou Joe, no bem recebido Pride, de Duane Hopkin, que premiou no BFI London Film Festival, em outubro.[carece de fontes?]
Em Fevereiro de 2016, atuou na minissérie 11.22.63, adaptação da obra de Stephen King, como Billy Turcotte e passa a coestrelar a série ao lado de James Franco.[carece de fontes?]
No filme de 2016, Capitão Fantástico, MacKay interpreta Bodevan, filho de Ben Cash (Viggo Mortensen). No ano seguinte, ele interpretou Jack, o protagonista de Marrowbone, um filme de terror psicológico escrito e dirigido por Sergio G. Sánchez.[carece de fontes?]
Em 2019, ele interpretou Ned Kelly em True History of the Kelly Gang.[carece de fontes?]
George ganhou maior notoriedade ao interpretar um jovem soldado da Primeira Guerra Mundial chamado William Schofield em 1917, dirigido por Sam Mendes. MacKay vai estrelar no filme Wolf de Nathalie Biancheri junto a Lily-Rose Depp em 2021.[carece de fontes?]

## Vida pessoal
No início de janeiro de 2023, Mackay foi uma das quase 100 figuras famosas no Reino Unido a assinar uma carta ao governo para que este tomasse "medidas imediatas" contra as execuções do Irã.
Em novembro daquele ano, Mackay se casou com sua namorada de longa data, Doone Forsyth, maquiadora e cabeleireira, com quem tem dois filhos. O casal se conheceu no set de 1917.

## Filmografia
As produções que George atuou são:

### Cinema
| Ano  | Título Original                | Título (Brasil)                              | Papel                    |
| ---- | ------------------------------ | -------------------------------------------- | ------------------------ |
| 2003 | Peter Pan                      | Peter Pan                                    | Curly                    |
| 2005 | Footprints in the Snow         | –                                            | Nathan Hill (para TV)    |
| 2006 | The Thief Lord                 | –                                            | Riccio                   |
| 2006 | Johnny and the Bomb            | –                                            | Johnny Maxwell (para TV) |
| 2006 | Tsunami: The Aftermath         | –                                            | Adam Peabody (para TV)   |
| 2007 | The Old Curiosity Shop         | –                                            | Kit (para TV)            |
| 2008 | Defiance                       | Um Ato de Liberdade                          | Aron Bielski             |
| 2009 | The Boys Are Back              | The Boys Are Back                            | Harry Warr               |
| 2013 | How I Live Now                 | –                                            | Eddie                    |
| 2014 | Pride                          | Orgulho e Esperança                          | Joe                      |
| 2016 | Captain Fantastic              | Capitão Fantásico                            | Bodevan                  |
| 2018 | Marrowbone                     | Marrowbone                                   | Jack                     |
| 2018 | Where hands touch              | Onde mãos se tocam                           | Lutz                     |
| 2018 | Ophelia                        | Ophelia                                      | Hamlet                   |
| 2019 | True History of the Kelly Gang | A Verdadeira História da Gangue de Ned Kelly | Ned Kelly                |
| 2019 | A Guide to Second Date Sex     |                                              | Ryan                     |
| 2019 | 1917                           | 1917                                         | William Schofield        |

### Televisão
| Ano  | Título           | Papel          | Notas       |
| ---- | ---------------- | -------------- | ----------- |
| 2004 | Rose and Maloney | Calum (jovem)  | 1 episódio  |
| 2005 | The Brief        | Zak Farmer     | 2 episódios |
| 2015 | The Outcast      | Lewis Aldridge | 2 episódios |
| 2016 | 11.22.63         | Billy Turcotte | 8 episódios |

| Ano  | Resultado | Premiação                             | Categoria                          | Título                            |
| ---- | --------- | ------------------------------------- | ---------------------------------- | --------------------------------- |
| 2009 | Indicado  | British Independent Film Awards       | Estreia mais promissora            | The Boys Are Back                 |
| 2010 | Indicado  | ALFS Awards                           | Performance jovem britânica do ano | The Boys Are Back                 |
| 2013 | Venceu    | BAFTA Awards, Scotland                | Melhor ator                        | For Those in Peril                |
| 2013 | Venceu    | Stockholm Film Festival               | Melhor ator                        | For Those in Peril                |
| 2014 | Indicado  | BAFTA Awards                          |                                    |                                   |
| 2014 | Venceu    | Berlin International Film Festival UK |                                    |                                   |
| 2014 | Indicado  | Empire Awards, UK                     | Melhor ator "recém-chegado"        | Sunshine on Leith                 |
| 2014 | Venceu    | Richard Attenborough Film Awards, UK  |                                    | How I Live Now; Sunshine on Leith |